# Audi 100 C4
De Audi 100 C4 is de vierde en laatste generatie van de Audi 100, die van 1990 tot midden 1994 verkocht werd. Het model kwam op de markt als vierdeurs sedan. In 1991 volgde de vijfdeurs "Avant" stationwagen en in 1992 de Audi S4, een sportieve uitvoering van de Audi 100.
Net als zijn voorganger kreeg de 100 C4 een volledig verzinkte carrosserie. Bij de vierde generatie besteedde Audi veel aandacht aan de kwaliteit en de afwerking, onder andere door het gebruik van hoogwaardige materialen in het interieur. Het Audi Procon-Ten gordelspansysteem bleef aanwezig, vanaf 1993 werden alle modellen standaard met airbags geleverd.
Een belangrijke nieuwigheid voor de 100 C4 was de introductie van V6-benzinemotoren. Initieel was dat een 174 pk sterke 2,8 liter V6-benzinemotor, twee jaar later kwam daar nog een minder krachtige 2,6 liter bij. Daarnaast waren ook nog steeds motoren uit de vorige generatie beschikbaar, waaronder de vijfcilinder benzinemotor en de 2,5 liter TDI dieselmotor met EGR-systeem.  Alle wagens waren optioneel leverbaar met quattro-vierwielaandrijving, ook in combinatie met een ZF automatische versnellingsbak. In de vorige generatie was het quattro-systeem enkel in combinatie met een manuele versnellingsbak mogelijk.
In 1991 werd de 100 C4 "Avant" uitgebracht. In tegenstelling tot zijn voorgangers van de tweede en derde generatie, die een veel schuinere achterkant hadden, was dit een echte stationwagen. Dit leidde niet alleen tot meer laadruimte, het zorgde er ook voor dat het interieur bij blootstelling aan zonlicht minder snel opwarmde.
In 1994 kreeg de 100 C4 een facelift, waarbij ook geleidelijk aan de laatste vijfcilinder benzinemotoren uit productie werden genomen. Wegens het nieuwe Audi-naamgevingsschema werd deze gefacelifte versie in de markt gezet als de Audi A6. Daarmee kwam er een einde het Audi 100-tijdperk.

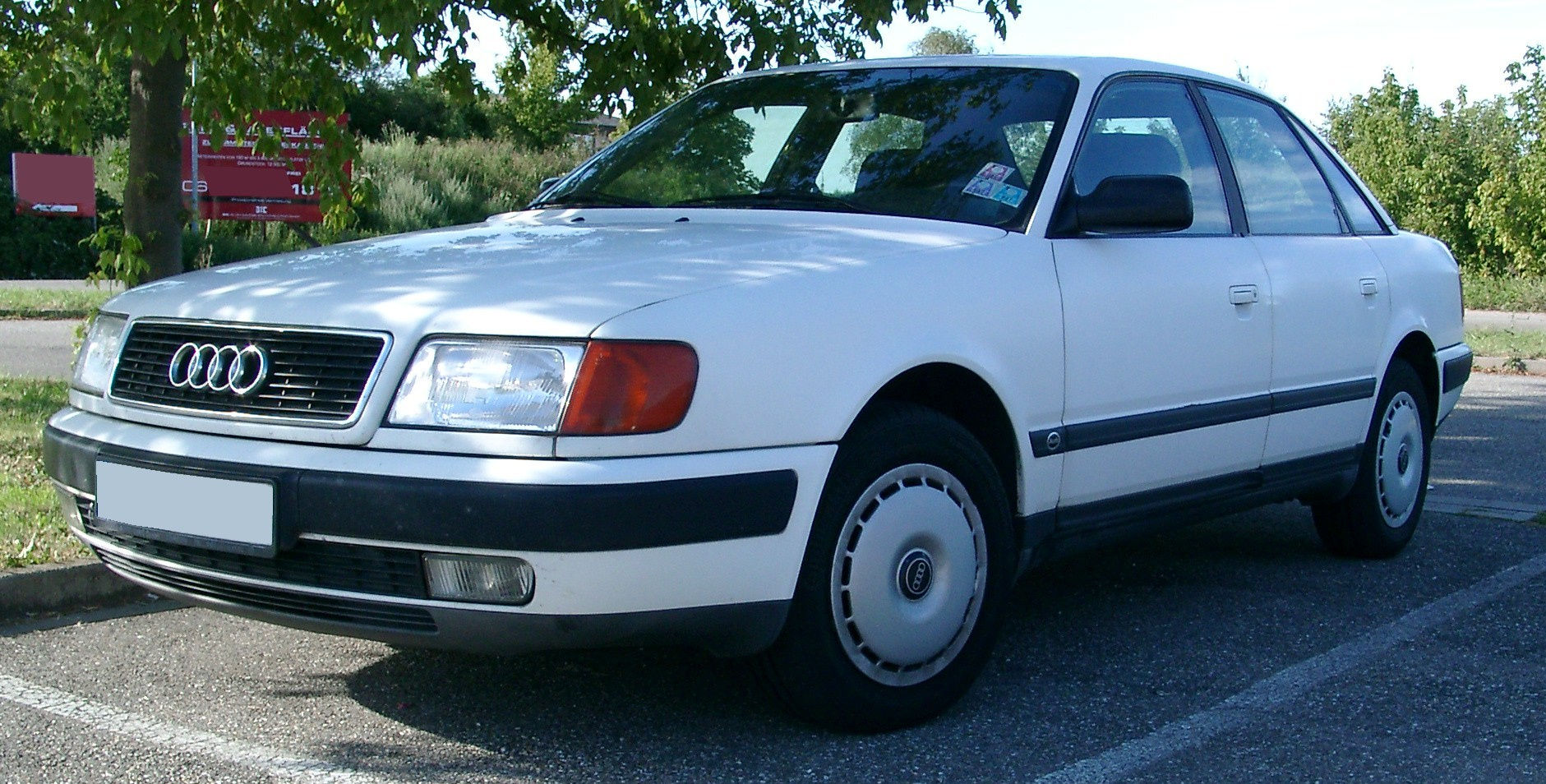
Audi 100 (1990-1994), voorkant
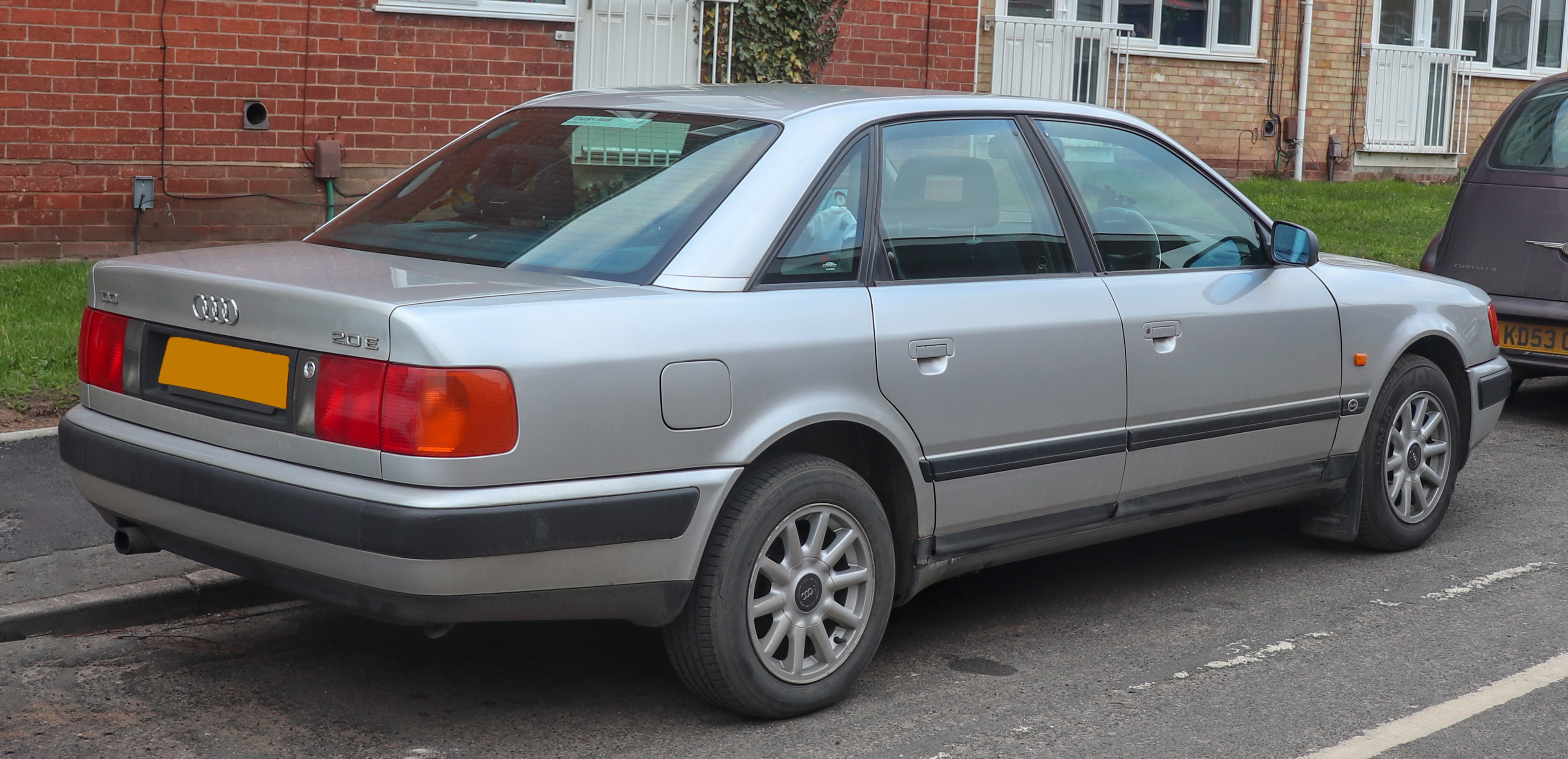
Audi 100 (1990-1994), achterkant
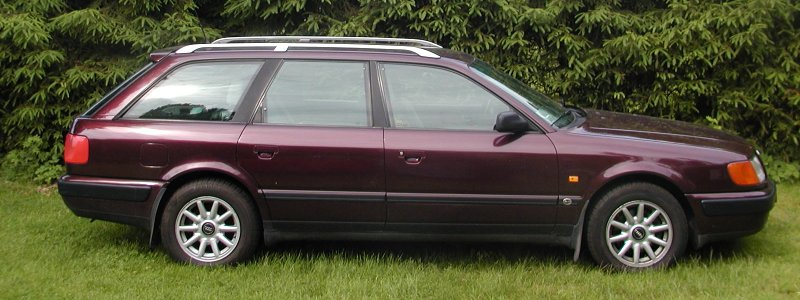
Audi 100  Avant (1991–1994)
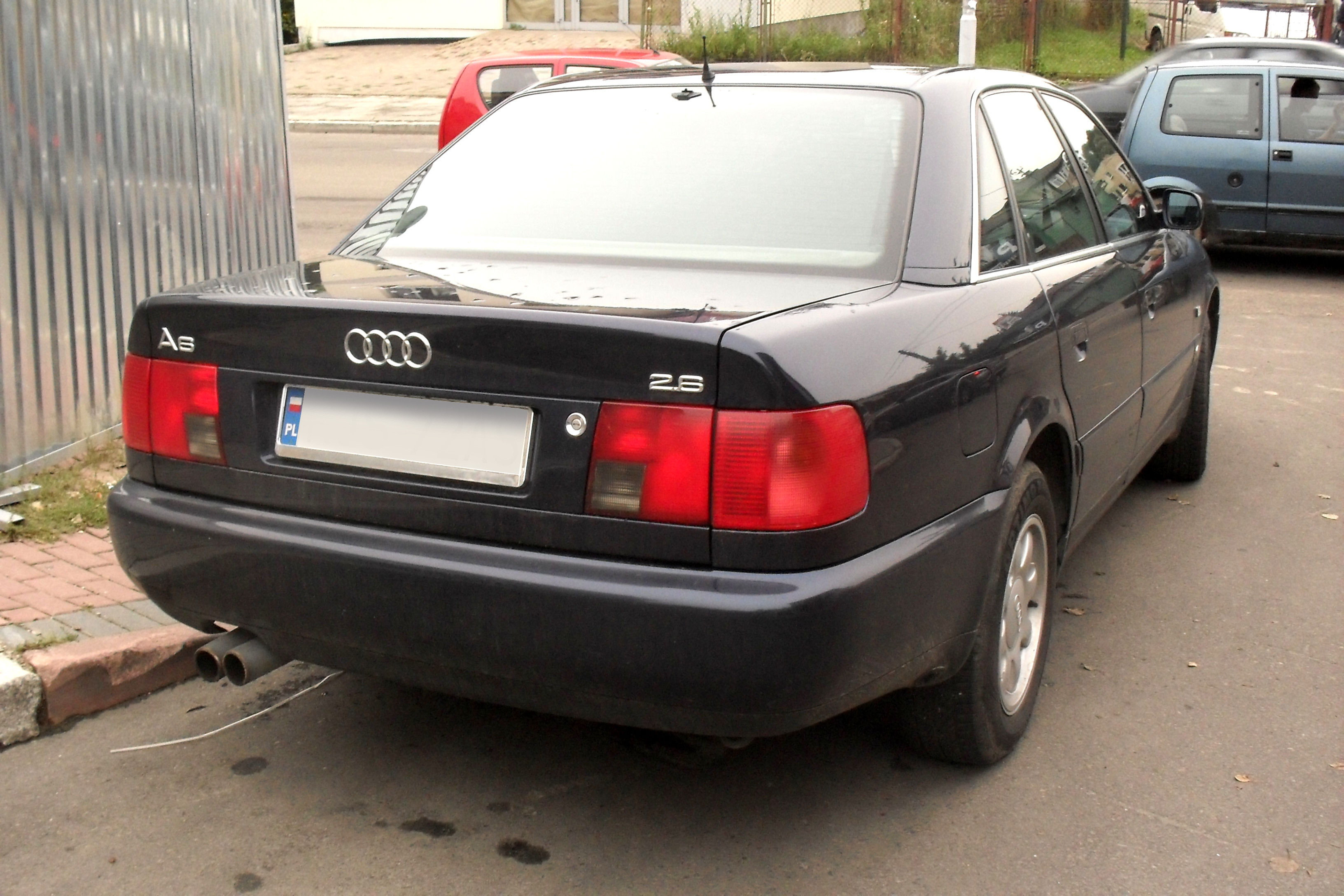
Audi A6 (1994-1997), achterkant

## Audi S4
| Audi S4 sedan |

De Audi S4, de sportieve uitvoering van de 100 C4, werd in 1992 geïntroduceerd. De S4 was leverbaar met de 2,2 liter vijfcilinder benzinemotor met turbo uit de Audi 200 of met de 4,2 liter V8-motor uit de Audi V8. De S4 was standaard voorzien van de quattro-vierwielaandrijving. Bij de naamsverandering van Audi 100 naar Audi A6 in 1994 werd de Audi S4 omgedoopt in Audi S6. De benaming S4 werd vanaf 1997 opnieuw gebruikt voor de sportieve versies van de Audi A4.

## Motoren
| Type      | Motor     | Motor     | Motor                | Vermogen      | Koppel | Topsnelheid | Jaartal   |
| Type      | Inhoud    | Cilinders | Brandstofvoorziening | Vermogen      | Koppel | Topsnelheid | Jaartal   |
| --------- | --------- | --------- | -------------------- | ------------- | ------ | ----------- | --------- |
| 2.0       | 1.984 cm³ | 4-in-lijn | injectie             | 74 kW/101 pk  | 157 Nm | 182 km/u    | 1990-1994 |
| 2.0 E     | 1.984 cm³ | 4-in-lijn | injectie             | 85 kW/115 pk  | 168 Nm | 191 km/u    | 1990-1994 |
| 2.0 E 16V | 1.984 cm³ | 4-in-lijn | injectie             | 103 kW/140 pk | 185 Nm | 204 km/u    | 1992-1994 |
| 2.3 E     | 2.309 cm³ | 5-in-lijn | injectie             | 98 kW/133 pk  | 186 Nm | 202 km/u    | 1990-1994 |
| 2.6 E     | 2.598 cm³ | V6        | injectie             | 110 kW/150 pk | 225 Nm | 210 km/u    | 1992-1994 |
| 2.8 E     | 2.771 cm³ | V6        | injectie             | 128 kW/174 pk | 245 Nm | 218 km/u    | 1990-1994 |

| Type    | Motor     | Motor     | Motor                             | Vermogen     | Koppel | Topsnelheid | Jaartal   |
| Type    | Inhoud    | Cilinders | Technologie                       | Vermogen     | Koppel | Topsnelheid | Jaartal   |
| ------- | --------- | --------- | --------------------------------- | ------------ | ------ | ----------- | --------- |
| 2.4 D   | 2.370 cm³ | 5-in-lijn | atmosferische diesel              | 60 kW/82 pk  | 164 Nm | 167 km/u    | 1991-1994 |
| 2.5 TDI | 2.460 cm³ | 5-in-lijn | turbo diesel met directe injectie | 85 kW/115 pk | 265 Nm | 195 km/u    | 1991-1994 |

| Type              | Motor     | Motor     | Motor                | Vermogen      | Koppel | Topsnelheid | Jaartal   |
| Type              | Inhoud    | Cilinders | Brandstofvoorziening | Vermogen      | Koppel | Topsnelheid | Jaartal   |
| ----------------- | --------- | --------- | -------------------- | ------------- | ------ | ----------- | --------- |
| 2.2 Turbo quattro | 2.226 cm³ | 5-in-lijn | injectie             | 169 kW/230 pk | 350 Nm | 244 km/u    | 1991-1994 |
| 4.2 V8 quattro    | 4.172 cm³ | V8        | injectie             | 206 kW/280 pk | 400 Nm | 249 km/u    | 1992-1994 |